# Grand Prix Szwecji 1975
Grand Prix Szwecji 1975 (oryg. Polar Caravans Sveriges Grand Prix) – siódma runda Mistrzostw Świata Formuły 1 w sezonie 1975, która odbyła się 8 czerwca 1975, po raz trzeci na torze Scandinavian Raceway.
6. Grand Prix Szwecji, trzecie zaliczane do Mistrzostw Świata Formuły 1.

## Opis
Pole position do wyścigu zdobył Vittorio Brambilla (March). Lider klasyfikacji mistrzostw Niki Lauda startował z piątej pozycji, a jego kolega zespołowy, Clay Regazzoni, z 11. Prowadzenie po starcie objął Brambilla. Na 16 okrążeniu wyprzedził go jednak Carlos Reutemann (Brabham). Na początku wyścigu do boksów zjechali Tom Pryce (piasek w przepustnicy) i Patrick Depailler (zerwana linka hamulcowa). Na 22 okrążeniu z powodu awarii hamulców wycofał się James Hunt. Z powodu awarii skrzyni biegów na 36 okrążeniu musiał wycofać się Brambilla, a dwa okrążenia później jadącemu na drugiej pozycji Jeanowi-Pierre'owi Jarierowi zepsuł się silnik. Tymczasem młody, 23-letni Tony Brise wyprzedził Marka Donohue, Ronniego Petersona i obrońcę tytułu, Emersona Fittipaldiego. Kierowcy ci stracili na walce z Brisem, i zbliżył się do nich John Watson. Na 42 okrążeniu Lauda był już drugi, i korzystając z opon wykonanych z twardej mieszanki, począł ustalać serię najszybszych okrążeń. Wyprzedził Reutemanna i wygrał wyścig, z przewagą 6 sekund nad Argentyńczykiem. Było to trzecie zwycięstwo Laudy z rzędu (po Grand Prix Monako i Belgii), a dzięki niemu Austriak umocnił się na pozycji lidera klasyfikacji mistrzostw. Podium uzupełnił Clay Regazzoni. Hill Brise'a zgubił napęd na czwartym biegu, przez co Brytyjczyk stracił swoje piąte miejsce na rzecz Donohue'a. Niemniej jednak zajął szóstą pozycję, zdobywając pierwszy dla siebie i swojego zespołu punkt w Formule 1.

## Lista startowa
| Nr | Kierowca           | Zespół                      | Samochód        | Silnik          | Opony |
| -- | ------------------ | --------------------------- | --------------- | --------------- | ----- |
| 1  | Emerson Fittipaldi | Marlboro Team McLaren       | McLaren M23     | Ford DFV 3.0 V8 | G     |
| 2  | Jochen Mass        | Marlboro Team McLaren       | McLaren M23     | Ford DFV 3.0 V8 | G     |
| 3  | Jody Scheckter     | Elf Team Tyrrell            | Tyrrell 007     | Ford DFV 3.0 V8 | G     |
| 4  | Patrick Depailler  | Elf Team Tyrrell            | Tyrrell 007     | Ford DFV 3.0 V8 | G     |
| 5  | Ronnie Peterson    | John Player Team Lotus      | Lotus 72E       | Ford DFV 3.0 V8 | G     |
| 6  | Jacky Ickx         | John Player Team Lotus      | Lotus 72E       | Ford DFV 3.0 V8 | G     |
| 7  | Carlos Reutemann   | Martini Racing              | Brabham BT44B   | Ford DFV 3.0 V8 | G     |
| 8  | Carlos Pace        | Martini Racing              | Brabham BT44B   | Ford DFV 3.0 V8 | G     |
| 9  | Vittorio Brambilla | Beta Team March             | March 751       | Ford DFV 3.0 V8 | G     |
| 10 | Lella Lombardi     | Beta Team March             | March 751       | Ford DFV 3.0 V8 | G     |
| 11 | Clay Regazzoni     | Scuderia Ferrari SpA        | Ferrari 312T    | Ferrari 3.0 B12 | G     |
| 12 | Niki Lauda         | Scuderia Ferrari SpA        | Ferrari 312T    | Ferrari 3.0 B12 | G     |
| 14 | Bob Evans          | Stanley BRM                 | BRM P201        | BRM 3.0 V12     | G     |
| 16 | Tom Pryce          | UOP Shadow Racing Team      | Shadow DN5      | Ford DFV 3.0 V8 | G     |
| 17 | Jean-Pierre Jarier | UOP Shadow Racing Team      | Shadow DN7      | Ford DFV 3.0 V8 | G     |
| 18 | John Watson        | Team Surtees                | Surtees TS16    | Ford DFV 3.0 V8 | G     |
| 20 | Damien Magee       | Frank Williams Racing Cars  | Williams FW03   | Ford DFV 3.0 V8 | G     |
| 21 | Ian Scheckter      | Frank Williams Racing Cars  | Williams FW04   | Ford DFV 3.0 V8 | G     |
| 22 | Vern Schuppan      | Embassy Racing              | Hill GH1        | Ford DFV 3.0 V8 | G     |
| 23 | Tony Brise         | Embassy Racing              | Hill GH1        | Ford DFV 3.0 V8 | G     |
| 24 | James Hunt         | Hesketh Racing              | Hesketh 308B    | Ford DFV 3.0 V8 | G     |
| 26 | Alan Jones         | Hesketh Racing              | Hesketh 308B    | Ford DFV 3.0 V8 | G     |
| 27 | Mario Andretti     | Vel's Parnelli Jones Racing | Parnelli VPJ4   | Ford DFV 3.0 V8 | G     |
| 28 | Mark Donohue       | Penske Cars                 | March 751       | Ford DFV 3.0 V8 | G     |
| 30 | Wilson Fittipaldi  | Copersucar                  | Fittipaldi FD03 | Ford DFV 3.0 V8 | G     |
| 32 | Torsten Palm       | Polar Caravans              | Hesketh 308     | Ford DFV 3.0 V8 | G     |
| Nr | Kierowca           | Zespół                      | Samochód        | Silnik          | Opony |

## Wyniki

### Kwalifikacje
| P  | Nr | Kierowca           | Konstruktor(-silnik) | Opony | Czas     | Odstęp   | Strata   |
| -- | -- | ------------------ | -------------------- | ----- | -------- | -------- | -------- |
| 1  | 9  | Vittorio Brambilla | March-Ford           | G     | 1:24,630 | -        | -        |
| 2  | 4  | Patrick Depailler  | Tyrrell-Ford         | G     | 1:25,010 | 0:00,380 | 0:00,380 |
| 3  | 17 | Jean-Pierre Jarier | Shadow-Ford          | G     | 1:25,060 | 0:00,050 | 0:00,430 |
| 4  | 7  | Carlos Reutemann   | Brabham-Ford         | G     | 1:25,180 | 0:00,100 | 0:00,530 |
| 5  | 12 | Niki Lauda         | Ferrari              | G     | 1:25,457 | 0:00,277 | 0:00,807 |
| 6  | 8  | Carlos Pace        | Brabham-Ford         | G     | 1:25,802 | 0:00,345 | 0:01,172 |
| 7  | 16 | Tom Pryce          | Shadow-Ford          | G     | 1:25,866 | 0:00,064 | 0:01,236 |
| 8  | 3  | Jody Scheckter     | Tyrrell-Ford         | G     | 1:25,900 | 0:00,034 | 0:01,270 |
| 9  | 5  | Ronnie Peterson    | Lotus-Ford           | G     | 1:26,012 | 0:00,112 | 0:01,382 |
| 10 | 18 | John Watson        | Surtees-Ford         | G     | 1:26,085 | 0:00,073 | 0:01,455 |
| 11 | 1  | Emerson Fittipaldi | McLaren-Ford         | G     | 1:26,088 | 0:00,003 | 0:01,458 |
| 12 | 11 | Clay Regazzoni     | Ferrari              | G     | 1:26,283 | 0:00,195 | 0:01,653 |
| 13 | 24 | James Hunt         | Hesketh-Ford         | G     | 1:26,500 | 0:00,217 | 0:01,870 |
| 14 | 2  | Jochen Mass        | McLaren-Ford         | G     | 1:26,773 | 0:00,273 | 0:02,143 |
| 15 | 27 | Mario Andretti     | Parnelli-Ford        | G     | 1:26,821 | 0:00,048 | 0:02,191 |
| 16 | 28 | Mark Donohue       | March-Ford           | G     | 1:27,154 | 0:00,333 | 0:02,524 |
| 17 | 23 | Tony Brise         | Hill-Ford            | G     | 1:27,318 | 0:00,164 | 0:02,688 |
| 18 | 6  | Jacky Ickx         | Lotus-Ford           | G     | 1:27,320 | 0:00,002 | 0:02,690 |
| 19 | 26 | Alan Jones         | Hesketh-Ford         | G     | 1:27,375 | 0:00,055 | 0:02,745 |
| 20 | 21 | Ian Scheckter      | Williams-Ford        | G     | 1:27,470 | 0:00,095 | 0:02,840 |
| 21 | 32 | Torsten Palm       | Hesketh-Ford         | G     | 1:27,642 | 0:00,172 | 0:03,012 |
| 22 | 20 | Damien Magee       | Williams-Ford        | G     | 1:27,676 | 0:00,034 | 0:03,046 |
| 23 | 14 | Bob Evans          | BRM                  | G     | 1:28,422 | 0:00,034 | 0:03,046 |
| 24 | 10 | Lella Lombardi     | March-Ford           | G     | 1:28,687 | 0:00,265 | 0:03,311 |
| 25 | 30 | Wilson Fittipaldi  | Fittipaldi-Ford      | G     | 1:28,810 | 0:00,123 | 0:03,434 |
| 26 | 22 | Vern Schuppan      | Hill-Ford            | G     | 1:28,980 | 0:00,170 | 0:04,880 |
| P  | Nr | Kierowca           | Konstruktor(-silnik) | Opony | Czas     | Odstęp   | Strata   |

### Wyścig
| P                 | Nr | Kierowca | Konstruktor        | Opony           | Okr. | Czas / Strata | Komentarz               |                 |
| ----------------- | -- | -------- | ------------------ | --------------- | ---- | ------------- | ----------------------- | --------------- |
| 1                 |    | 12       | Niki Lauda         | Ferrari         | G    | 80            | 1h59m18s319             |                 |
| 2                 |    | 7        | Carlos Reutemann   | Brabham-Ford    | G    | 80            | 1h59m24s607 (+0:06,288) |                 |
| 3                 |    | 11       | Clay Regazzoni     | Ferrari         | G    | 80            | 1h59m48s314 (+0:29,095) |                 |
| 4                 |    | 27       | Mario Andretti     | Parnelli-Ford   | G    | 80            | 2h00m02s699 (+0:44,380) |                 |
| 5                 |    | 28       | Mark Donohue       | March-Ford      | G    | 80            | 2h00m49s082 (+1:30,763) |                 |
| 6                 |    | 23       | Tony Brise         | Hill-Ford       | G    | 79            | - 1 okr.                |                 |
| 7                 |    | 3        | Jody Scheckter     | Tyrrell-Ford    | G    | 79            | - 1 okr.                |                 |
| 8                 |    | 1        | Emerson Fittipaldi | McLaren-Ford    | G    | 79            | - 1 okr.                |                 |
| 9                 |    | 5        | Ronnie Peterson    | Lotus-Ford      | G    | 79            | - 1 okr.                |                 |
| 10                |    | 32       | Torsten Palm       | Hesketh-Ford    | G    | 78            | - 2 okr.                | brak paliwa     |
| 11                |    | 26       | Alan Jones         | Hesketh-Ford    | G    | 78            | - 2 okr.                |                 |
| 12                |    | 4        | Patrick Depailler  | Tyrrell-Ford    | G    | 78            | - 2 okr.                |                 |
| 13                |    | 14       | Bob Evans          | BRM             | G    | 78            | - 2 okr.                |                 |
| 14                |    | 20       | Damien Magee       | Williams-Ford   | G    | 78            | - 2 okr.                |                 |
| 15                |    | 6        | Jacky Ickx         | Lotus-Ford      | G    | 77            | - 3 okr.                |                 |
| 16                |    | 18       | John Watson        | Surtees-Ford    | G    | 77            | - 3 okr.                |                 |
| 17                |    | 30       | Wilson Fittipaldi  | Fittipaldi-Ford | G    | 76            | - 4 okr.                |                 |
| Niesklasyfikowani |    |          |                    |                 |      |               |                         |                 |
|                   |    | 16       | Tom Pryce          | Shadow-Ford     | G    | 53            | - 27 okr.               | poślizg         |
|                   |    | 21       | Ian Scheckter      | Williams-Ford   | G    | 49            | - 31 okr.               | opona           |
|                   |    | 22       | Vern Schuppan      | Hill-Ford       | G    | 47            | - 33 okr.               | skrzynia biegów |
|                   |    | 8        | Carlos Pace        | Brabham-Ford    | G    | 41            | - 39 okr.               | poślizg         |
|                   |    | 17       | Jean-Pierre Jarier | Shadow-Ford     | G    | 38            | - 42 okr.               | silnik          |
|                   |    | 9        | Vittorio Brambilla | March-Ford      | G    | 36            | - 44 okr.               | skrzynia biegów |
|                   |    | 2        | Jochen Mass        | McLaren-Ford    | G    | 34            | - 46 okr.               | przegrzanie     |
|                   |    | 24       | James Hunt         | Hesketh-Ford    | G    | 21            | - 59 okr.               | hamulce         |
|                   |    | 10       | Lella Lombardi     | March-Ford      | G    | 10            | - 70 okr.               | układ paliwowy  |
| P                 | Nr | Kierowca | Konstruktor        | Opony           | Okr. | Czas / Strata | Komentarz               |                 |

### Najszybsze okrążenie
| Nr | Kierowca   | Konstruktor | Opony | Czas     | Okr. |
| -- | ---------- | ----------- | ----- | -------- | ---- |
| 12 | Niki Lauda | Ferrari     | G     | 1:28,267 | 61   |